# Zwergreisratten
Die Zwergreisratten (Oligoryzomys) sind eine in Mittel- und Südamerika lebende Nagetiergattung aus der Gruppe der Neuweltmäuse. Sie umfassen 19 Arten.

## Merkmale
Zwergreisratten sind Verwandte der Reisratten und ähneln diesen, sind aber kleiner. Sie erreichen eine Kopfrumpflänge von 7 bis 11 Zentimetern, der Schwanz ist mit 9 bis 16 Zentimetern sehr lang. Das Gewicht beträgt 9 bis 40 Gramm. Ihr Fell ist an der Oberseite gelblich-braun oder bräunlich gefärbt, die Unterseite ist hellgrau. Die Schnauze ist zugespitzt und die Ohren sind oval.

## Verbreitung und Lebensraum
Diese Nagetiere sind in Mittel- und Südamerika beheimatet, ihr Verbreitungsgebiet reicht von Mexiko bis Feuerland. Sie bevorzugen Gebiete mit dichtem Unterholz und kommen in Wäldern und Buschländern, aber auch in Gärten und Plantagen vor.

## Lebensweise
Zwergreisratten sind nachtaktiv. Sie halten sich meist am Boden auf, können aber gut klettern. Tagsüber ziehen sie sich in selbstgebaute Grasnester zurück. Außerhalb der Paarungszeit leben sie einzelgängerisch. Ihre Nahrung besteht aus Samen, Früchten und Insekten.

## Zwergreisratten und Menschen
Diese Nagetiere dringen manchmal in Plantagen oder Getreidespeicher ein und gelten als Schädlinge. Die meisten Arten sind laut IUCN nicht gefährdet. Die Art O. victus, die auf der Karibikinsel St. Vincent endemisch war, ist nur durch ein 1897 gefundenes Exemplar bekannt und vermutlich ausgestorben. Die Population der Langschwanz-Zwergreisratte O. longicaudatus gilt im Südkegel Südamerikas als wichtigstes Reservoir des Andes-Hantavirus, der direkt oder vermittelt über andere Nagetiere durch Kot, Urin und Speichel der Tiere auf den Menschen übertragen werden kann und die sehr gefährliche Lungenform der Hantavirenkrankheit Hantavirus Pulmonary Syndrome (HPS) verursacht.

## Die Arten
Es werden 19 Arten unterschieden:
- Oligoryzomys andinus bewohnt die Andenregionen in Peru und Bolivien.
- Oligoryzomys arenalis ist nur von den Küstenebenen Perus bekannt.
- Oligoryzomys brendae bewohnt das nordwestliche Argentinien.
- Oligoryzomys chacoensis kommt in trockenen Regionen von Südostbolivien bis Nordargentinien vor.
- Oligoryzomys delticola lebt in Ostargentinien, Uruguay und Südbrasilien.
- Oligoryzomys destructor bewohnt die Andenregion von Südkolumbien bis Nordargentinien.
- Oligoryzomys eliurus kommt im mittleren und östlichen Brasilien vor.
- Oligoryzomys flavescens ist von Südostbrasilien über Paraguay und Uruguay bis ins mittlere Argentinien verbreitet.
- Oligoryzomys fornesi lebt in Nordost-Argentinien, Paraguay, und Südbrasilien.
- Gelbbraune Zwergreisratte (Oligoryzomys fulvescens) ist von Mexiko bis Nordbrasilien verbreitet.
- Oligoryzomys gri kommt im brasilianischen Bundesstaat Rondônia vor.
- Oligoryzomys griseolus bewohnt Gebirgsregionen in Ostkolumbien und Westvenezuela.
- Oligoryzomys longicaudatus ist in Chile und Argentinien verbreitet.
- Oligoryzomys magellanicus kommt in Patagonien und Feuerland vor.
- Oligoryzomys microtis bewohnt das Amazonasbecken.
- Oligoryzomys nigripes lebt in Paraguay, Südbrasilien und Nordargentinien.
- Oligoryzomys pachecoi lebt in Bolivien.
- Oligoryzomys stramineus bewohnt das mittlere und östliche Brasilien.
- Oligoryzomys vegetus kommt in Costa Rica und Panama vor.
- Oligoryzomys victus lebte auf der Karibikinsel St. Vincent und ist vermutlich ausgestorben.